# Evzoni

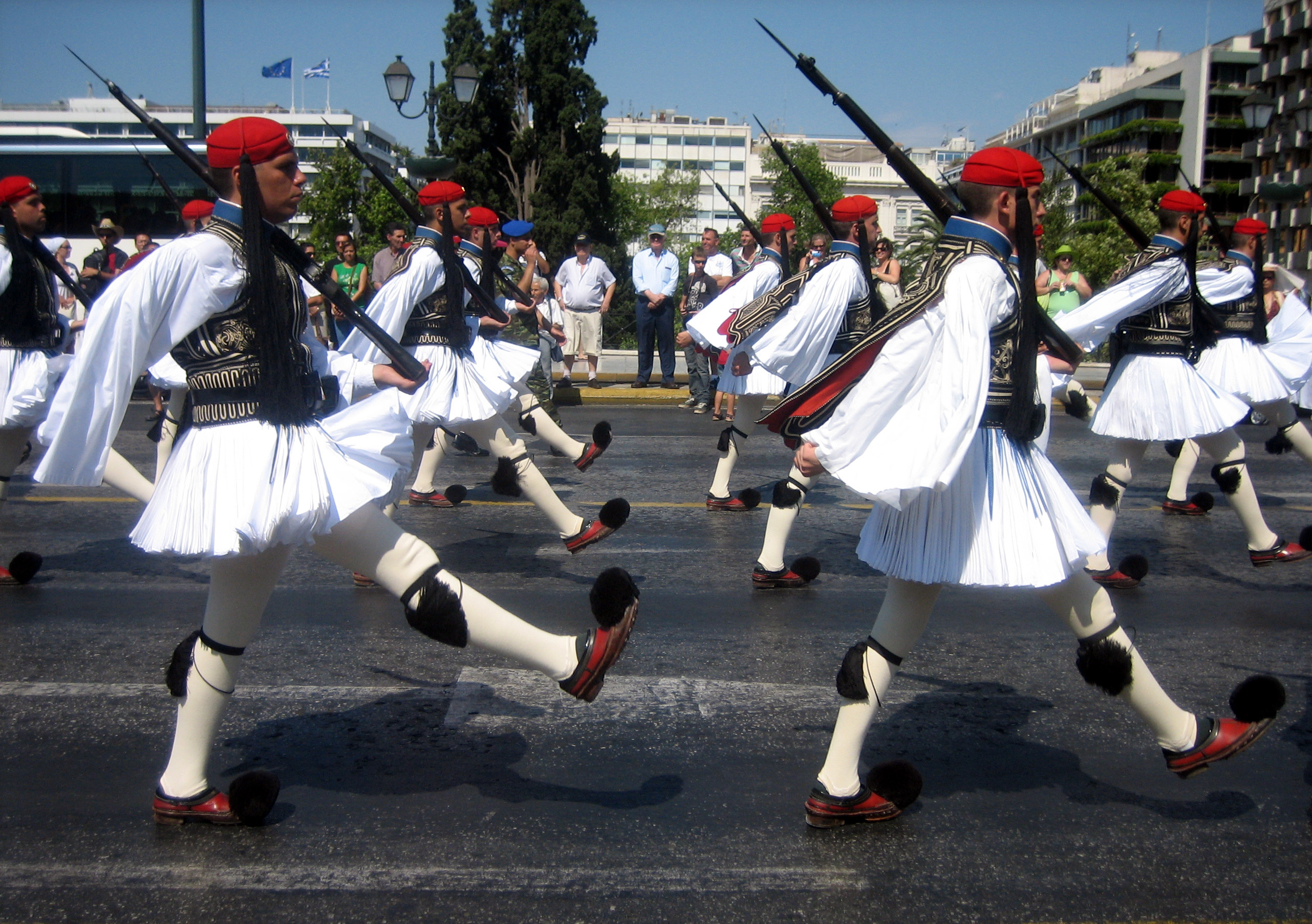
Evzoni na přehlídce

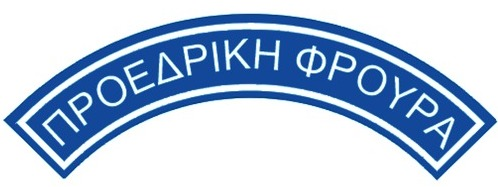
Nárameník hradní stráže

Evzoni (Εύζωνοι, používá se také označení tsoliades) je elitní jednotka řecké armády, která působí jako čestná stráž prezidentského paláce a hrobu neznámého vojína v Athénách. Je proslulá svou charakteristickou uniformou, vycházející z tradičního kroje horalů bojujících proti osmanské nadvládě, zvaných kleftové. Tvoří ji vesta, hedvábná košile se širokými rukávy, červený fez, krátká široká sukně zvaná fustanela (je složena do 400 záhybů, jeden za každý rok turecké nadvlády), bílé punčocháče a červené boty s černými střapci (tsaruchi). Existuje letní (tzv. krétská) a zimní (tzv. makedonská) verze uniformy. Evzoni jsou ozbrojeni puškami M1 Garand.
Označení Evzoni (doslova dobře opásaní) se používalo pro lehkou pěchotu už v antických dobách. V roce 1833, když byla vytvořena armáda samostatného Řecka, byly do ní zařazeny i horské gardy tvořené převážně bývalými klefty, jejichž hlavním úkolem byla ostraha hranic. Od roku 1868 byla z řad evzonů vybírána hradní stráž. Byli nasazeni také v Balkánských válkách, kde vynikali mimořádnou statečností. Od konce druhé světové války plní evzoni už jen ceremoniální funkce. Podmínkou přijetí k této jednotce je výška minimálně 190 cm.
Nejslavnějším evzonem je Konstantinos Koukidis († 1941), strážce řecké vlajky na Akropoli, který se zabil skokem ze skály i s vlajkou, aby ji nemusel vydat německým okupantům. O autentičnosti této historky se však pochybuje.